# فرودگاه هاراز
فرودگاه هاراز (به انگلیسی: Haraze Airport) یک فرودگاه همگانی است . این فرودگاه در کشور چاد قرار دارد .